# AF Chapecoense
Az Associação Chapecoense de Futebol, röviden Chapecoense, vagy ACF, brazil labdarúgócsapat, 1973. május 10-én alakult Chapecó városában. A Catarinense állami bajnokság, és a Série B résztvevője.
2016-ban a Copa Sudamericana döntőjébe jutottak, de az Atlético Nacional elleni döntőt nem játszhatták le, mert a Chapecoense csapatát szállító repülőgép november 28-án lezuhant, és csaknem minden játékos életét vesztette.

## Története
Mindössze négy évvel az alapítás után, 1977-ben, állami döntőt játszottak az Avaí együttesével, melyet 1-0-ra nyertek, így megszerezték történetük első trófeáját.
Az állami bajnoki cím elhódításával jogosultak lettek a Série A küzdelmeiben való részvételre, ahol az 51-ik helyen végeztek, de a következő szezonban szerzett 3 pontjuk nem volt elegendő a bennmaradáshoz, így búcsúztak az első osztálytól.
2007-ben harmadik alkalommal nyerték meg az állami bajnokságot, és júliusban indulhattak az újonnan alapított Série C-ben, viszont az első csoportkörből nem sikerült továbblépniük.
A 2013-as Série B második helye biztosította számukra a következő első osztályú szereplést 2014-ben.
2016-ban idegenben lőtt góllal legyőzve a San Lorenzo de Almagrót, a Chapecoense meglepetésre a Copa Sudamericana döntőjébe jutott.
Azonban november 28-án a LaMia Airlines 2933-as járat, amely a csapatot szállította a döntőre a bolíviai Santa Cruz de la Sierrából, lezuhant a kolumbiai Medellín közelében. A döntőt azonnal felfüggesztették. A gépen utazó 81 emberből csak hatan élték túl a katasztrófát, köztük három Chapecoense játékos. A többi játékos meghalt.
A történtek után a döntőbeli ellenfél, az Atlético Nacional felajánlása után a Dél-amerikai Labdarúgó-szövetség a Chapecoensét hirdette ki a torna 2016-os győztesének.
2019 novemberében kiestek a brazil országos bajnokság élvonalából, ahová 2021 januárjában, a másodosztály megnyerésével jutottak vissza.

## Sikerlista

### Állami
- 6-szoros Catarinense bajnok: 1977, 1996, 2007, 2011, 2016, 2017

### Nemzetközi
- 1-szeres Copa Sudamericana győztes: 2016

## Híres játékosok
- Canela, 22 [8]
- Dener, 25 [8]
- Marcelo, 25 [8]
- Matheus Biteco, 21 [8]
- Mateus Caramelo, 22 [8]
- Gimenez, 21 [8]
- Lucas Gomes, 26[8]
- Kempes, 34 [8]
- Arthur Maia (Arthur Maia), 24 [8]
- Ananias, 27 [8]
- Danilo, 31 [8]
- Filipe Machado, 32 [8]
- Sérgio Manoel, 27 [8]
- Gil, 29 [8]
- Bruno Rangel, 34[8]
- Cléber Santana, 35 [9]
- Josimar, 30 [8]
- Thiego, 30 [8]
- Tiaguinho, 22 [8]